# Rittō
Rittō (栗東市, Rittō-shi) est une ville située dans la préfecture de Shiga, au Japon.

## Géographie

### Situation
Rittō est située dans le sud-ouest de la préfecture de Shiga.

### Démographie
En octobre 2022, la population de Rittō s'élevait à 70 439 habitants, répartis sur une superficie de 52,69 km2.

### Hydrographie
La ville est bordée par la rivière Yasu au nord-est.

## Histoire
Le bourg moderne de Rittō a été fondé le 1er octobre 1954. Il devient une ville le 1er octobre 2001.

## Transports
Rittō est desservie par les lignes Biwako (gare de Rittō) et Kusatsu (gare de Tehara) de la compagnie JR West.

## Jumelage
Rittō est jumelée avec :
- Birmingham (États-Unis).
- Hengyang (Chine).